# ピリ・ウィプー

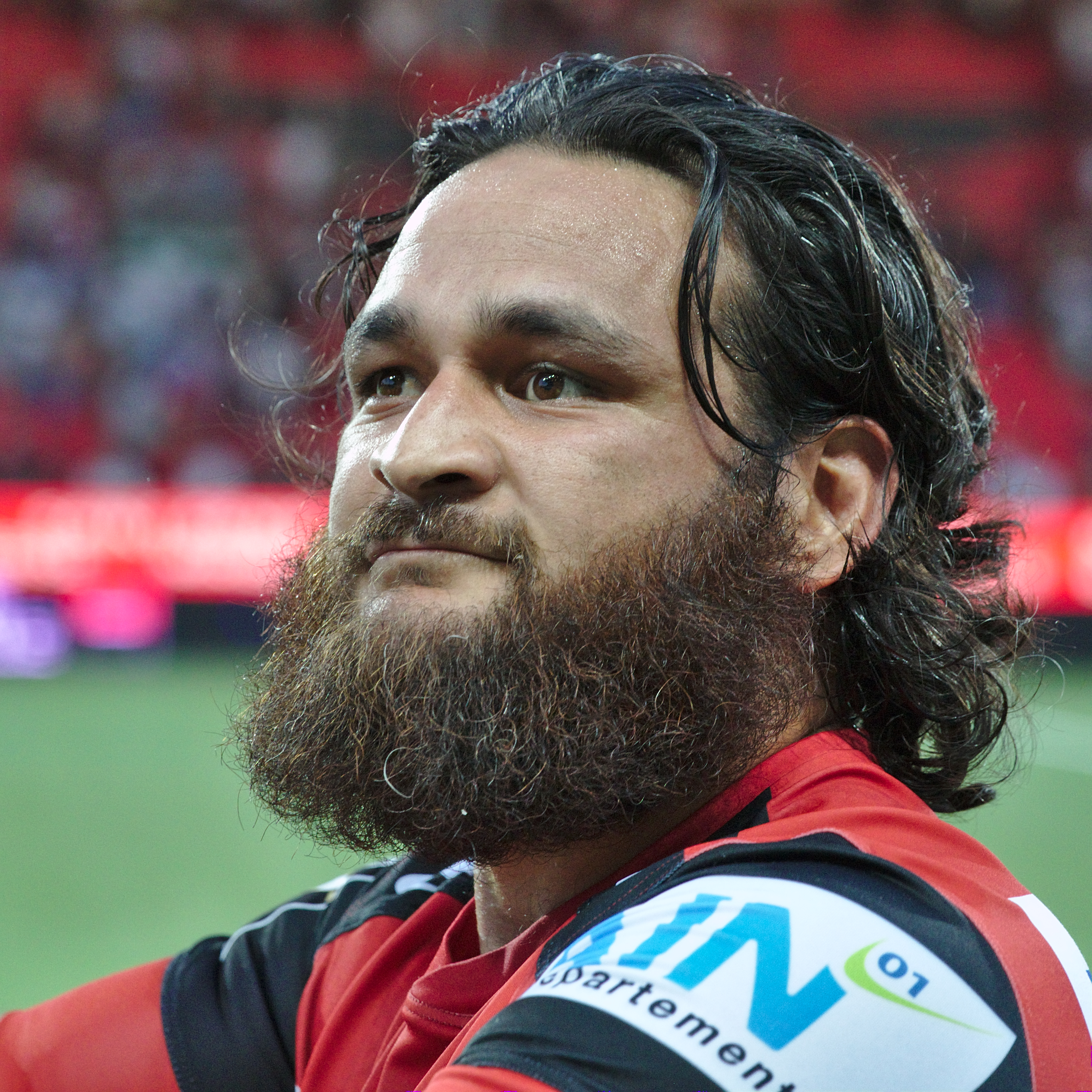
Piri Weepu

ピリ・ウィプー（Piri Weepu 1983年9月7日 - ）は 、ニュージーランド出身のラグビーユニオン選手。ポジションはスクラムハーフ(SH)。

## 人物
1983年9月7日、ローワーハットで生まれる。マオリとニウエの家系。
身長178cm、体重97kg。
愛称は「Pow」。
ネットボールの21歳以下ニュージーランド代表に選出される。

## キャリア
テ・アウテ・カレッジ卒業、2003年、ニュージーランド州代表選手権(現ITM CUP)ウェリントン州代表に入り、オタゴ戦でデビュー。2004年、ラグビー21歳以下ニュージーランド代表に選出、スーパー12（現スーパーラグビー）のハリケーンズに入る。同年、オールブラックスに初選出、11月20日、ウェールズ戦で代表デビュー。この年の州代表選手権ワイカト戦で、ウェリントン州代表チーム最多タイ記録の1試合6ペナルティゴールを決める。
2005年には、ジュニア・オールブラックスとニュージーランドマオリに選出される。2008年にふたたびニュージーランドマオリに選出。
2012年、ハリケーンズからブルースへ移籍した。

### リーグ
ウィプーはもともとラグビーリーグをプレイしていたこともあり、ナショナルラグビーリーグのゴールドコースト・タイタンズから熱心な誘いを受けていた。その前からすでにキウイズから正式なオファーもあった。2009年、タイタンズと、ニューカッスル・ナイツ、ニュージーランド・ウォリアーズのいずれかに移籍するとの噂も流れたが、ラグビーユニオン協会と2010年末までの契約を更新。

## リンク
- Hurricanes Profile
- All Blacks ID=1051